# Niedźwiedź (gromada w powiecie staszowskim)
Niedźwiedź – dawna gromada, czyli najmniejsza jednostka podziału terytorialnego Polskiej Rzeczypospolitej Ludowej w latach 1954–1972.
Gromady, z gromadzkimi radami narodowymi (GRN) jako organami władzy najniższego stopnia na wsi, funkcjonowały od reformy reorganizującej administrację wiejską przeprowadzonej jesienią 1954 do momentu ich zniesienia z dniem 1 stycznia 1973, tym samym wypierając organizację gminną w latach 1954–1972.
Gromadę Niedźwiedź z siedzibą GRN w Niedźwiedziu utworzono – jako jedną z 8759 gromad na obszarze Polski – w powiecie opatowskim w woj. kieleckim, na mocy uchwały nr 13f/54 WRN w Kielcach z dnia 29 września 1954. W skład jednostki weszły obszary dotychczasowych gromad Kolonia Łagówka, Niedźwiedź, Ujazdek i Wierzbka ze zniesionej gminy Malkowice oraz Pułaczów i Rakówka (bez kolonii Ignaców i kolonii Józefów Rakowski) ze zniesionej gminy Rembów w tymże powiecie. Dla gromady ustalono 18 członków gromadzkiej rady narodowej.
1 stycznia 1956 gromadę włączono do powiatu staszowskiego w tymże województwie.
31 grudnia 1961 do gromady Niedźwiedź przyłączono wieś Malkowice ze zniesionej gromady Wola Malkowska.
Gromada przetrwała do końca 1972 roku, czyli do kolejnej reformy gminnej.